# Анисимов, Василий Иванович
Василий Иванович Анисимов (род. 23 января 1938, Харьков) — советский легкоатлет (бег с барьерами), чемпион и призёр чемпионатов СССР, автор нескольких рекордов СССР, бронзовый призёр Кубка Европы, чемпион и призёр Европейских легкоатлетических игр в помещении, Заслуженный мастер спорта СССР (1966). Участник летних Олимпийских Игр 1964 года.

## Спортивные результаты
В 1965 стал первым советским спортсменом, пробежавшим 400 метров с барьерами быстрее 50 секунд (49,5 с). В 1964 году установил последний рекорд СССР в беге на 200 м с барьерами (22,8). С 1972 года эта дисциплина не включается в программу соревнований. В 1964 году, на Олимпийских играх в Токио, в беге на 400 метров с барьерами и эстафете 4×400 метров занял 7-е места. В эстафете сборная СССР установила рекорд страны — 3.05,9.

### Выступления на чемпионатах страны
- Чемпионат СССР по лёгкой атлетике 1961 года:
  - Бег на 200 метров с барьерами —  (23,2);
  - Бег на 400 метров с барьерами —  (51,1);
- Чемпионат СССР по лёгкой атлетике 1962 года:
  - Бег на 400 метров с барьерами —  (50,6);
  - Эстафета 4×400 метров —  (3.11,6);
- Лёгкая атлетика на летней Спартакиаде народов СССР 1963 года:
  - Бег на 400 метров —  (47,3);
  - Бег на 200 метров с барьерами —  (23,5);
  - Бег на 400 метров с барьерами —  (50,9);
  - Эстафета 4×400 метров —  (3.09,4);
- Чемпионат СССР по лёгкой атлетике 1964 года:
  - Бег на 200 метров с барьерами —  (22,8);
  - Бег на 400 метров с барьерами —  (50,3);
  - Эстафета 4×400 метров —  (3.07,4);
- Чемпионат СССР по лёгкой атлетике 1965 года:
  - Бег на 200 метров с барьерами —  (22,9);
  - Бег на 400 метров с барьерами —  (49,5);
  - Эстафета 4×400 метров —  (3.09,1);
- Чемпионат СССР по лёгкой атлетике 1966 года:
  - Бег на 200 метров с барьерами —  (23,3);
  - Бег на 400 метров с барьерами —  (50,8);
  - Эстафета 4×400 метров —  (3.08,0);

## Семья
- Отец Анисимов, Иван Никифорович — советский спринтер, чемпион и призёр чемпионатов СССР, Заслуженный мастер спорта СССР (1946).